# Sureños
Con il termine sureños (let. "meridionali") ci si riferisce a diverse bande criminali di strada di origine messicana più o meno in relazione tra loro che sono nate e operano tutt'oggi nel territorio statunitense, in particolar modo nella California del sud anche se si sta pian piano diffondendo in altri stati.
Secondo alcune stime pare esistano circa 500 gruppi Sureños, la cui maggior parte detiene contatti con la mafia messicana, nella sola contea di Los Angeles, che rappresentano più del 50% dell'insieme di tutte le bande losangeline.
I rivali tradizionali del Sureños sono i Norteños che affondano le radici nella Nuestra Familia. La linea di divisione territoriale fra Sureños e Norteños è per tradizione, Bakersfield, in California.

## Storia
Il termine Sureño significa "meridionale" in spagnolo. Anche se Sureños fu fondato nel 1968, il termine non fu usato fino agli anni '70 a causa del continuo conflitto tra la mafia messicana e Nuestra Familia nel sistema carcerario della California. Come risultato di queste guerre carcerarie, tutte le bande di strada ispaniche della California si allineano con i movimenti Sureño o Norteño, con pochissime eccezioni, come i Fresno Bulldogs e le bande Maravilla di East Los Angeles, California. Quando viene chiesto a un Sureño che cosa significhi essere un Sureño, i membri rispondono: "Un Sureño è un soldato della mafia messicana".
Nel 2009, i membri dei Sureños furono accusati della morte dei membri della banda rivale del Norteño, Alvaro Garcia-Pena e Intiaz Ahmed. Un membro dei Sureños si è dichiarato colpevole ed è stato condannato a 25 anni di prigione. Altri membri della banda dei Sureños hanno ricevuto altre sentenze per il loro coinvolgimento nella sparatoria. 
Nel 2010, 51 Sureños sono stati arrestati in una puntura di narcotici in California. L'inchiesta ha identificato otto bande di Sureño coinvolte in varie attività criminali, inclusa la distribuzione di stupefacenti. L'inchiesta ha inoltre portato al sequestro di oltre 19 chili di metanfetamina, un laboratorio di conversione della metanfetamina, 1,5 chilogrammi di cocaina, piccole quantità di cocaina e crack, 25 libbre di marijuana, 35 armi da fuoco e 800.000 dollari in valuta e proprietà. Le accuse contro i membri della banda erano cospirazioni per la distribuzione di metanfetamine, cocaina e marijuana, terrorismo di strada e violazioni delle armi da fuoco.

## Posizione
La roccaforte principale dei Sureños si trova nella California meridionale. Hanno una forte presenza in California, Nevada, Arizona. Hanno una piccola presenza a Chicago. Si sono diffusi fino a est di New York. Sureños è stato documentato nell'esercito americano, trovato in entrambe le basi statunitensi e d'oltremare. Inoltre possono essere trovati in alcune parti del Messico. Sureños mantiene anche relazioni con varie organizzazioni di traffico di droga con sede in Messico. Sono stati confermati in 35 stati diversi negli Stati Uniti.
La linea di divisione nord-sud statale tra Norteños e Sureños è stata approssimativamente accettata come città di Salinas e Fresno. Le roccaforti di Sureños nella California settentrionale si trovano di solito a Santa Rosa e Modesto a causa dell'elevata popolazione messicano-americana in quelle città. I Sureños di Los Angeles si riferiscono ai loro membri nella California centrale come "Central Sureños" e i Sureños si riferiscono ai loro membri nella California del Nord come "Upstate Sureños".

## Cultura
Mentre sur è la parola spagnola per sud, tra Sureños "SUR" sta anche per Southern United Raza. Sureños usa il numero 13, che rappresenta la tredicesima lettera dell'alfabeto, la lettera M, per sottolineare la loro fedeltà alla mafia messicana. I comuni segni e tatuaggi di bande Sureño includono, ma non sono limitati a: Sur, XIII, X3, 13, Sur13, uno tres. Sebbene ci siano molti tatuaggi usati da Sureños, esiste solo un tatuaggio che prova o convalida l'appartenenza. La parola Sureño o Sureña deve essere guadagnata. La maggior parte dei Sureños sono di origini messicane, ma alcune bande di Sureño permettono ai membri di varie altre etnie di unirsi ai loro ranghi, rendendo i Sureños multietnici. Prediligono anche l'abbigliamento sportivo blu o grigio, come i Los Angeles Dodgers, Los Angeles Rams e talvolta Los Angeles Lakers. Alcuni Sureños, tuttavia, indossano abiti dei Dallas Cowboys, San Jose Sharks e Oakland Raiders.

## Attività criminali

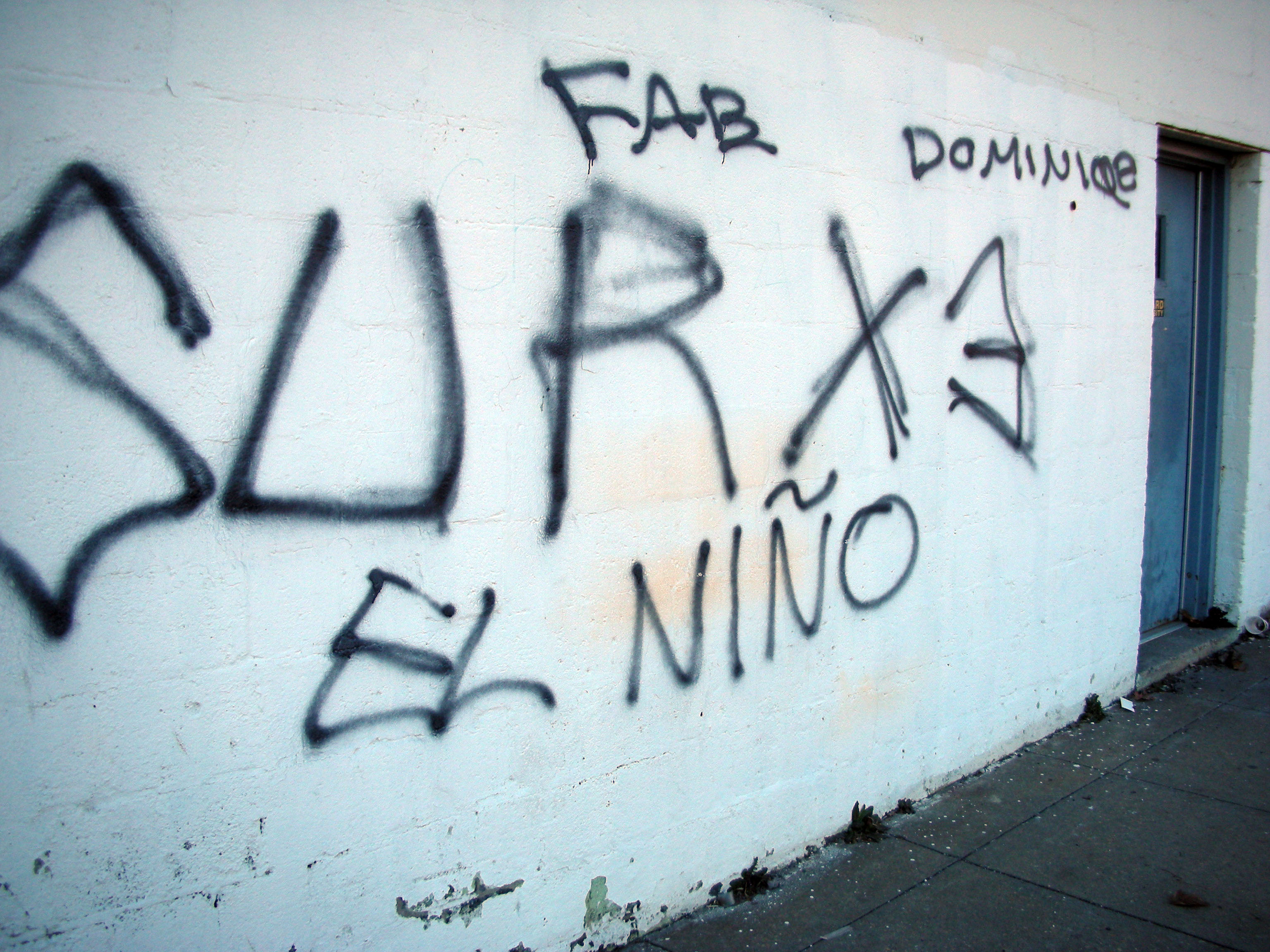
Alcuni graffiti dei Sureños

I gruppi Sureño sono coinvolti in ogni aspetto dell'attività criminale, inclusi omicidi, traffico di droga, rapimenti e aggressioni. Sono anche fortemente impegnati nella tratta di esseri umani. Ci sono stati molti casi criminali di alto profilo che hanno coinvolto Sureños in vari stati. Il loro obiettivo principale è la distribuzione di varie forme di narcotici e l'esecuzione degli ordini consegnati dalla mafia messicana. I dipartimenti di polizia hanno difficoltà a gestire questa banda a causa della sua gerarchia decentralizzata a livello della strada. I tentativi delle forze dell'ordine di limitare l'influenza della mafia messicana sulle varie bande di strada di Sureño hanno avuto scarso successo. Alla fine degli anni '90, fu istituita una task force federale per indagare sul coinvolgimento della banda nel commercio illegale di droga; ciò ha comportato l'arresto di alcuni dei suoi membri. Le autorità hanno confiscato migliaia di dollari in droga e denaro, come riportato dal Los Angeles Time. Il gruppo ha storicamente litigato con varie bande rivali per il posizionamento e la competizione, il che ha provocato numerose sparatorie e morti. Il 24 agosto 2004, un'ingiunzione preliminare delle forze dell'ordine ha posto fine ai membri attivi della banda della 38ª strada, fuori dalle strade, vietando loro di usare armi da fuoco, alcool, graffiti e altri materiali pericolosi in pubblico.

## Gruppi di Sureños
- 38th Street gang
- The Avenues
- Culver City Boys 13
- Eastside Bolen Parque 13
- El Monte Flores 13
- Logan Heights Gang
- Northside Bolen Parque 13
- Playboys
- Pomona 12th Street Sharkies
- Puente 13
- Varrio Nuevo Estrada
- Venice 13
- White Fence